# Castle Loch
Castle Loch ist ein Süßwassersee in der traditionellen Grafschaft Wigtownshire in der schottischen Council Area Dumfries and Galloway. Er liegt im Nordwesten der dünnbesiedelten Halbinsel The Machars rund zehn Kilometer südöstlich von Glenluce.

## Beschreibung
Der See liegt auf einer Höhe von 85 Metern über dem Meeresspiegel. Er liegt damit rund fünf Meter höher als der südöstlich gelegene Mochrum Loch, in den er entwässert. Castle Loch weist eine Länge von 1,9 Kilometern bei einer maximalen Breite von 880 Metern auf, woraus sich eine Fläche von 93 Hektar und ein Umfang von sechs Kilometern ergeben. In den Castle Loch münden mehrere Bäche ein, die das Seevolumen von 2.405.111 Kubikmetern speisen. Das Einzugsgebiet von Castle Loch beträgt 4,13 km². Der verhältnismäßig flache See besitzt eine durchschnittliche Tiefe von 2,6 Metern und eine maximale Tiefe von 5,5 Metern.
Am Südostufer fließt ein kurzer Bach ab, der nach einem Lauf von rund 1,5 Kilometern in den Mochrum Loch mündet. Dieser entwässert über das Water of Malzie in den Bladnoch, der schließlich in die Wigtown Bay mündet. Zwischen den beiden Seen erstreckt sich das Gargrie Moor.
Erstmals 1663 wurde eine Kormoran-Kolonie beschrieben, die auf den kleinen Inseln in Castle Loch zwischen März und September brütet. Mit über 250 Brutpaaren handelt es sich um die größte inländische Kormoran-Kolonie im Vereinigten Königreich.